# 熊本県立岱志高等学校
熊本県立岱志高等学校（くまもとけんりつ たいしこうとうがっこう）は、熊本県荒尾市荒尾にある公立高等学校。

## 概要

### 設置学科
- 普通科（全日制・定時制）
  - 体育コース（全日制）
  - 美術工芸コース（全日制）

## 沿革
- 2015年 - 荒尾高等学校と南関高等学校が統合し、開校。
- 2020年 - 隣接する福岡県大牟田市からの入学枠を定員の5％から13％（体育コースと美術工芸コースは20％以内）に緩和。

## 出身者
- 本郷秀之 - スターティアホールディングス創業者、熊本創生企業家ネットワーク代表理事、ほしのわ代表理事